# Eleni Tsaligopoulou

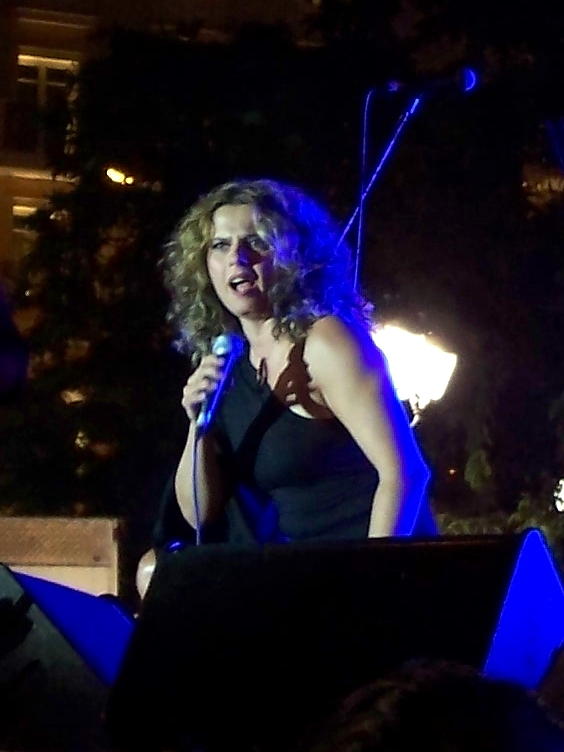
Eleni Tsaligopoulou, 2007

Eleni Tsaligopoulou (griechisch Ελένη Τσαλιγοπούλου; * 11. April 1963 in Naoussa) ist eine griechische Sängerin.

## Leben
Tsaligopoulou wuchs in der nordgriechischen Kleinstadt Naoussa (Imathia) auf. Sie interessierte sich schon früh für Musik. 1981 wurde ihr Sohn geboren, kurz danach trennte sie sich von ihrem Partner und zog ihr Kind allein auf. 1985 verließ sie ihren Heimatort, um in Thessaloniki klassischen Gesangunterricht zu nehmen.
Sie war in zweiter Ehe mit dem Musiker Georgos Andreou verheiratet.

## Karriere
Tsaligopoulous Repertoire als Sängerin erstreckt sich von der traditionellen griechischen Musik (Laïki Mousiki), über modernere griechische Entechno-Lieder bis hin zur Pop-Musik. Sie gilt als eine der „am meisten gefeierten Stimmen Griechenlands“ («Είναι μια από τις πιο καταξιωμένες φωνές στην Ελλάδα»).
Ihre Karriere begann 1985 mit einem Engagement an einer Musikbühne in Thessaloniki. 1987 erschien ihre erste Schallplatte. Kurz darauf wurde sie von Manos Chatzidakis für Auftritte nach Athen geholt. Im gleichen Jahr schloss sie sich Giorgos Dalaras für eine große gemeinsame Tournee an, die sie durch Griechenland, Europa und bis nach Amerika führte. Anschließend trat sie mit verschiedenen bekannten griechischen Sängerinnen und Sängern auf, unter anderem mit Dimitra Galani, Eleftheria Arvanitaki, Alkinoos Ioannidis, Dimitris Basis und Jannis Kotsiras.
Bereits 1999 erhielt sie eine Goldene Schallplatte für Αλλάζει Κάθε Που Βραδυάζει („Es ändert sich jede Nacht“).
2004 konnte Tsaligopoulou einen dreifachen Erfolg feiern: Sie erhielt von der Plattenfirma Sony Music für ihre Alben Χρώμα („Farbe“) und Γλυκό πειρασμό („Süße Versuchung“) die Goldene Schallplatte, sowie eine Platin-Schallplatte für ihre Single Πέντε τραγούδια για ένα καλοκαίρι („Fünf Lieder über einen Sommer“). 2011 veröffentlichte sie zum ersten Mal selbst komponierte Musik.
2016 erhielt Tsaligopoulou in Boston den Aktina’s Distinguished Artist Award, den das gleichnamige amerikanischen Unternehmen für Musikproduktionen vergibt. Der Preis würdigt ihren Beitrag zur griechischen Musik; er wurde ihr während ihrer Tournee in Amerika verliehen.
2022 trat sie im Rahmen des Athens Epidaurus Festivals im Irodeio-Theater an der Seite von Giorgios Dalaras auf. Das Konzert war dem griechischen Komponisten Apostolos Kaldaras gewidmet und wurde zur Erinnerung an die Kleinasiatische Katastrophe gegeben.

## Diskografie
- 1987: Σώπα κι Άκουσε („Sei ruhig und hör zu“)
- 1988: Συναυλία („Konzert“)
- 1988: Ο Φυγάς („Der Flüchtling“)
- 1989: Κορίτσι & Γυναίκα („Mädchen & Frau“)
- 1990: Κορίτσι Και Γυναίκα/Επτά Λαϊκά Τραγούδια („Mädchen und Frau/Sieben Volkslieder“)
- 1990: Αφιέρωμα Στον Απόστολο Καλδάρα („Apostolos Kaldaras gewidmet“)
- 1990: Έρωτα Ατελείωτε („Unendliche Liebe“)
- 1991: Μαθήματα Πατριδογνωσίας („Heimatkunde“)
- 1991: Αλήτης Καιρός („Unstete Zeiten“)
- 1991: Γεια Σας…Που Πέφτουν Τα Σύνορα („Ich grüße Sie … Wo ist hier die Grenze?“)
- 1992: Μπουζουξήδες Με Πυξίδες („Bouzoukispieler mit Kompass“)
- 1992: Μισό Φεγγάρι („Halber Mond“)
- 1992: Ρεμπέτικο Τραγούδι 1850–1934 (Rembetiko-Lieder 1850–1934)
- 1992: Σύγχρονο Τραγούδι/Μέρες Μουσικής („Moderne Lieder/Musiktage“)
- 1993: Ξημέρωμα 1ης Ιανουαρίου 2000 μ.Χ. („Sonnenaufgang am 1. Januar 2000“)
- 1993: Λαύριο („Lavrio“)
- 1993: Τα Καράβια Μου Καίω („Meine Schiffe verbrenne ich“)
- 1993: Καθρέφτες („Spiegel“)
- 1994: Στο Χάραμα („Im Harama“)
- 1994: Στρας („Strass“)
- 1994: Καράβι Καρδιά („Herzboot“)
- 1995: Κάτω Από Ένα Κουνουπίδι („Unter einem Blumenkohl“; Kinderlieder)
- 1995: Της Αγάπης Το Μαντήλι („Das Tuch der Liebe“)
- 1995: Χάδια και Καρφιά („Streichelei und Nägel“)
- 1995: Έμπορος Ονείρων („Händler der Träume“)
- 1996: Άσωτος Υιός („Verlorener Sohn“)
- 1996: Μικρή Πατρίδα („Kleine Heimat“)
- 1996: Αρζεντίνα („Argentinien“)
- 1998: Μαύρη Αγάπη („Schwarze Liebe“)
- 1998: Κλείσ' Τα Μάτια Σου Και Κοίτα („Schließ deine Augen und schau“)
- 1998: Στην Εποχή Του Ονείρου („Im Zeitalter des Traums“)
- 1998: Ζωντανή Ηχογράφηση Στην Ιερά Οδό („Live-Aufzeichnung aus der Iera Odos“)
- 1999: Επιτυχίες („Erfolge“)
- 1999: Αλλάζει Κάθε Που Βραδυάζει („Es ändert sich jede Nacht“)
- 2002: Τραγούδια Για Τους Φίλους („Lieder für die Freunde“)
- 2002: Για Τον Γρηγόρη - Η Συναυλία Από Το Στάδιο Ειρήνης Και Φιλίας („Für Grigori – Konzert im Stadion des Friedens und der Freundschaft“)
- 2003: 28 Μεγάλες Επιτυχίες („28 große Erfolge“)
- 2003: Χρώμα („Farbe“)
- 2003: Ζωντανή Ηχογράφηση Από Το Γυάλινο Μουσικό Θέατρο („Live-Aufzeichnung vom Gialino Mousiko Theatro“)
- 2003: Αφιέρωμα στον Βασίλη Τσιτσάνη („Vassilis Tsitsanis gewidmet“)
- 2004: Ότι Κι Αν Πω Δεν Σε Ξεχνώ - Αφιέρωμα Στον Βασίλη Τσιτσάνη („Was ich auch sage, vergesse ich nicht – Vassilis Tsitsanis gewidmet“)
- 2005: Κάθε Τέλος Κι Αρχή („Wo es ein Ende gibt, gibt es einen Anfang“)
- 2005: Αγαπημένο Μου Ημερολόγιο… – Ζωντανή Ηχογράφηση Από Τις Παραστάσεις «Της Ελενίτσας» („Liebes Tagebuch – Live-Aufzeichnung der Vorstellungen ‚Von Elenitsa‘“)
- 2007: Mad Secret Concerts
- 2008: Ματωμένα Χώματα („Blutbefleckte Erde“)
- 2009: Στην Εποχή Του Ονείρου („In der Jahreszeit des Traums“)
- 2010: Viva!
- 2010: Η Ελένη Τσαλιγοπούλου Στη LYRA („Eleni Tsaligopoulou in LYRA“)
- 2011: Τα-ρι-ρα („Ta-ri-ra“)
- 2014: Μαζί („Zusammen“)
- 2018: Των Φίλων τα σπίτια („Die Häuser der Freunde“)
- 2021: Ζακέτα να πάρεις („Nimm eine Jacke mit“; Musik für eine griechische Fernsehserie)

### Kompilationen
- 2008: Best Of - Σαν Ψέματα („Wie Lügen“)
- 2013: The Love Collection

### Singles (Auswahl)
- 1993: Na Me Prosecheis (mit Nikos Portokaloglou)
- 1998: Na M'Agapas
- 1998: Ego S' Agapisa Edo
- 1998: Εσένα Δεν Σου Άξιζε Αγάπη („Du warst die Liebe nicht wert“)
- 1998: Μην Περιμένεις Πια („Warte nicht mehr“)
- 2000: Παραμιλητό Μου („Meine Vernachlässigung“)
- 2000: Γλυκός Πειρασμός („Süße Versuchung“)
- 2002: 5 Τραγούδια Για Ένα Καλοκαίρι („5 Lieder über einen Sommer“)
- 2002: De Mas Sighoro
- 2002: Hilies Siopes
- 2003: Pedia Ton Dromon
- 2005: Ine Entaxi Mazi Mou
- 2005: Gia Ta Pa Ta (mit George Hadjipieris)
- 2005: Μακάρι Να 'ξερα („Hätte ich es doch gewusst“)
- 2007: Μπες Στο Κλίμα („Komm in Stimmung“)
- 2008: Η Αγάπη Αυτοσχεδιάζει („Liebe improvisiert“)
- 2014: Τράβα ρε μάγκα („Hau ab, Manga!“)
- 2014: Το θεριό („Das Biest“)
- 2018: Καπνός („Rauch“)
- 2018: Άρωμα από μέντα („Pfefferminzduft“)
- 2019: Τελευταίο Φιλί („Der letzte Kuss“)